# Temporada de ciclones en el Pacífico Sur de 2016-2017
La temporada de ciclones en el Pacífico Sur de 2016-2017 fue la temporada menos activa desde la temporada 2011-12, con solo cuatro ciclones tropicales ocurriendo dentro del Océano Pacífico Sur al este de 160°E. Dos de los cuatro sistemas se convirtieron en ciclones tropicales severos en la escala de intensidad de ciclones tropicales de Australia. La temporada oficialmente inició el 1 de noviembre de 2016 y finalizará el 30 de abril del 2017. Sin embargo, un ciclón tropical podría formarse en cualquier momento entre el 1 de julio de 2016 y el 30 de junio de 2017 y se contabilizaría para el total de la temporada. Estas fechas delimitan convencionalmente el período de cada año cuando la mayor parte de ciclones tropicales se forman en el océano Atlántico norte. 
Durante este período, los ciclones tropicales fueron vigilados por el Centro Meteorológico Regional Especializado en Nadi, Fiyi y el Centro de Avisos de Ciclones Tropicales en Brisbane, Australia y Wellington, Nueva Zelanda. Por otro lado, las Fuerzas armadas de los Estados Unidos a través del Centro Conjunto de Advertencia de Tifones (JTWC), también emitieron avisos no oficiales para los Estados Unidos. El Centro Meteorológico Regional Especializado en Nadi, Fiyi númera a los disturbios tropicales y les agrefa un sufijo "F" que se forman o entran en la cuenca, mientras que la JTWC designa a los ciclones tropicales numerándolos y dándoles el sufijo "P". El RSMC Nadi, la TCWC Wellington y Brisbane usan la Escala Australiana de Intensidades de Ciclones Tropicales con un estimado de vientos durante 10 minutos, mientras que la JTWC estima los vientos en 1 minuto; es decir, utiliza la Escala de huracanes de Saffir-Simpson.

## Nombre de los ciclones tropicales
En el Pacífico sur, los nombres fueron asignados por el Centro Meteorológico Regional Especializado de Nadi o el Centro de Alerta de Ciclones Tropicales de Wellington. Tan pronto como una depresión tropical llegara a alcanzar la categoría de ciclón tropical registrando vientos mayores a 65 km/h (40 mph) y si se evidencia que vientos huracanados son registrados a una distancia considerable del centro, éste es nombrado por el centro de alerta que monitorea en ese momento. Por ejemplo, sí una depresión tropical se convierte en un ciclón tropical la zona de monitoreo de TCWC Wellington, entonces la TCWC Wellington, en consulta con RSMC Nadi, nombra al ciclón con el siguiente nombre de la lista. Los nombres usados en esta temporada fueron los siguientes:
| - Bart (sin usar) - Cook (sin usar) - Donna (sin usar) - Ella (sin usar) - Fehi (sin usar) | - Gita (sin usar) - Hola (sin usar) - Iris (sin usar) - Jo (sin usar) - Kala (sin usar) |